# 铁鸥
《铁鸥》，是一部中国原创科幻题材的漫画。

## 故事
2045年，经济危机的风暴尚未消散，能源危机又再次袭来，为了争夺新型能源，各方势力蠢蠢欲动。
在高科技船团都市“西格玛”，钛克萨斯首席机器人工程师关普兰被诬陷为叛国者。为了证明自己的清白和躲避追杀踏上了逃亡之路，直到他遇到了一架来历不明的机甲“铁鸥”。
然而，此时关普兰并不知道自己已经被卷入了一场人类革命之中。